# RMS Queen Mary
«Куин Мэри» («Королева Мэри») (англ. Queen Mary) — трансатлантический лайнер. Был спущен на воду в Глазго со стапелей верфи Джона Брауна 26 сентября 1934 года. В настоящее время является кораблём-музеем в городе Лонг-Бич (Калифорния).

## История
При проектировании лайнера опытные инженеры-кораблестроители построили 22 модели длиной 5,18 м (17 футов) каждая. После долгих переговоров о строительстве пристани в Нью-Йорке длиной 1000 футов, способной пришвартовать исполина, и урегулирования бумажных вопросов между пароходством «Кунард Лайн» и судостроительной компании Джона Брауна был подписан контракт на строительство корабля с рабочим названием «Проект № 534». В декабре 1930 года британским правительством был подписан страховой акт, согласно которому оно брало на себя обязательства за страховку в 2,7 млн фунтов стерлингов при общей стоимости лайнера 4 млн фунтов стерлингов. 1 декабря 1930 года на судоверфи Джона Брауна, расположенной в городе Клайдбанк, состоялась торжественная закладка судна.
Появление названия лайнера анекдотично. На линиях объединённой компании «Кунард Лайн» все корабли назывались женскими именами и заканчивались на «ия», а в «Уайт Стар Лайн» — мужскими именами и с окончанием «ик». Кто-то предложил назвать новый лайнер именем «самой выдающейся женщины Англии», подразумевая королеву Викторию. Но король не страдал излишней скромностью, и объявил, что судно будет названо в честь его жены, Марии Текской. Таким образом, лайнер получил «нейтральное» название «Куин Мэри».
После спуска на воду потребовалось восемнадцать месяцев, чтобы укомплектовать лайнер всем необходимым и провести ходовые испытания. В конце марта 1936 года «Куин Мэри» была официально сдана владельцам, а 27 мая того же года ушла в свой первый рейс под командованием командора компании капитана Эдгара Бриттена. На борту находилось 1849 пассажиров, которым первыми предстояло насладиться роскошью и великолепием лайнера. И хотя «Куин Мэри» водоизмещением была меньше французской «Нормандии», её пассажировместимость была выше: 2139 пассажиров против 1972. Для оснащения лайнера ушло 4000 миль электрического кабеля (расстояние от Нью-Йорка до Сан-Франциско) и понадобилось более 30 тыс. лампочек. Гордостью компании стал главный обеденный салон, по размерам равный дворцовому залу. На отделку салона и других помещений пошли лучшие породы дерева, шёлк, бархат, стены и потолок украсили картины и гобелены, также скульптурная лепка. Интерьер дополняли огромные зеркала и изящная мебель из орехового и красного дерева. Лайнер имел мощную электростанцию (семь турбогенераторов по 10 тыс. киловатт каждый), достаточную для обеспечения электроэнергией небольшого города. На судне был установлен самый большой в истории руль весом 150 тонн.
Лайнер прибыл в порт назначения Нью-Йорк 1 июня 1936 года, преодолев Северную Атлантику за 3 дня 23 часа 57 минут со средней скоростью 30,63 узла (56,72 км/ч). По прибытии в Нью-Йорк каждому пассажиру был торжественно вручён специальный именной сертификат за подписью капитана, который удостоверял участие обладателя в первом трансатлантическом рейсе лайнера «Куин Мэри». Во время шестого рейса, в августе 1936 года, она установила рекорд скорости, преодолев путь за 3 дня 20 часов и 42 минуты и стала обладателем приза «Голубая лента Атлантики», выиграв у французской «Нормандии». Лайнер показал высокую среднюю скорость на переходе через океан в западном направлении 30,99 узла и 31,69 узла в восточном. Это достижение было побито только в 1952 году лайнером «Юнайтед стейтс» (35,59 узла).

## Военная служба лайнера

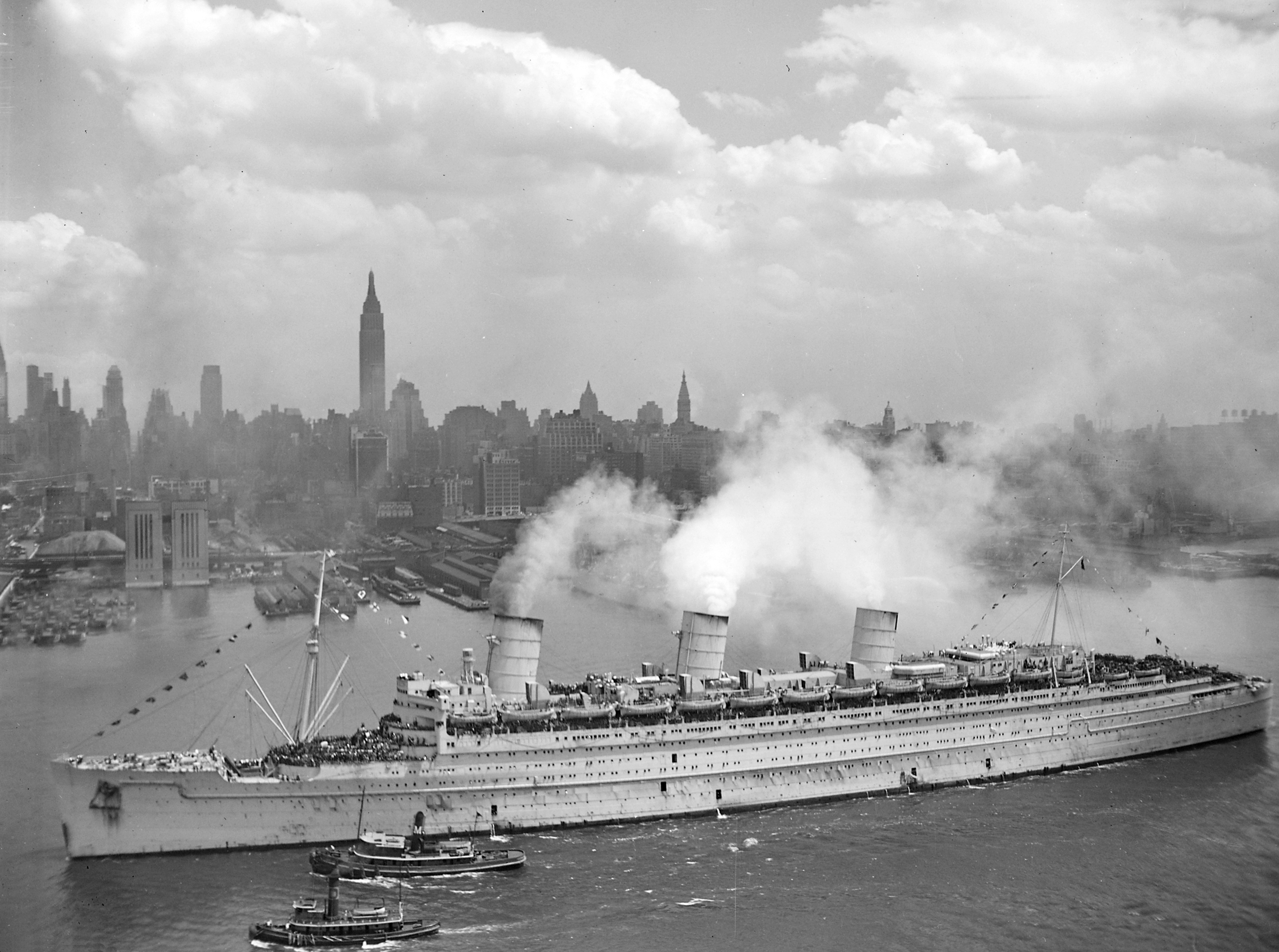
Прибытие в гавань Нью-Йорка, 20 июня 1945 года, с тысячами американских солдат

1 марта 1940 года, находясь в водах Средней Атлантики и имея на борту 2332 пассажира, направлявшееся в Нью-Йорк судно получило радиошифровку с приказом о «призыве» лайнера на военную службу. Корпус «Куин Мэри» был перекрашен, и через двадцать дней элегантная «королева» превратилась в серо-стального гиганта (с этим связан киноляп в фильме М. Бэя «Пёрл-Харбор», где на стоянке осенью 1940 года корабль показан в послевоенной окраске). С этого дня лайнер стали называть «Серый Призрак». 21 марта 1940 года «Серый Призрак» покинул порт Нью-Йорка и взял курс на Австралию, в порт Сиднея. Только Сидней и Сингапур имели бухты, способные обеспечить стоянку такому исполинскому судну.
17 апреля 1940 года начался демонтаж парадных элементов, придававших лайнеру роскошь, совершенно ненужную в военное время. Все снятые предметы снабдили бирками, упаковали в ящики и отправили на склад. За две недели комфортабельный лайнер превратили в огромный военный транспорт. Теперь его вместимость составила 5500 солдат (вместо 2139 пассажиров). В помещениях установили портативные койки и прикрепили к переборкам гамаки. 5 мая 1940 года началась переброска солдат в Европу. «Серый Призрак» принял на борт первые 5 тыс. человек и взял курс на Англию. За последующие пять лет транспорт перевёз 1,5 млн человек и покрыл расстояние в 916 407 км, доставляя военнослужащих из Австралии и Америки в Европу и забирая раненых в обратные рейсы. Скорость судна давала возможность легко уходить от вражеских субмарин, при этом «Серый призрак» всегда шёл зигзагами, остерегаясь торпед. Для отражения атак с воздуха на палубе были смонтированы 40-миллиметровые зенитные установки. Существовал строжайший приказ командования не останавливаться ни при каких обстоятельствах, даже для спасения терпящих бедствие.
В конце 1941 года, во время визита Уинстона Черчилля в Вашингтон, генерал Джордж Маршалл отдал приказ о реконструкции всех имеющихся в Англии транспортов для увеличения их вместимости до 15 000 человек. На «Сером призраке» были установлены специально изготовленные из трубчатой стали подвесные койки. Салон первого класса был переоборудован в госпиталь, громадная гостиная и офицерская кают-компания заполнились спальными местами. Во всех свободных помещениях разместили 12 500 коек. И тем не менее ещё 3500 человек, оставшиеся без спальных мест, вынуждены были находиться во время рейса (естественно, только летом) на палубе. Сидели вплотную друг к другу, так что повернуться было почти невозможно, спали по очереди. В августе 1942 года «Серый Призрак» принял на борт 15 125 человек, имея 863 члена экипажа. Лайнеру принадлежит своеобразный рекорд, совершённый при переходе через Атлантику с 16 683 военнослужащими на борту. Обычная загрузка лайнера в трансатлантических рейсах составляла около 12 тыс. чел, при 6-дневном путешествии.
2 октября 1942 года произошло столкновение с британским крейсером ПВО «Кюрасао». В результате аварии крейсер затонул в течение нескольких минут. Большинство членов команды (338 человек) погибли, спастись удалось лишь капитану и 26 членам команды.

## Послевоенная служба лайнера

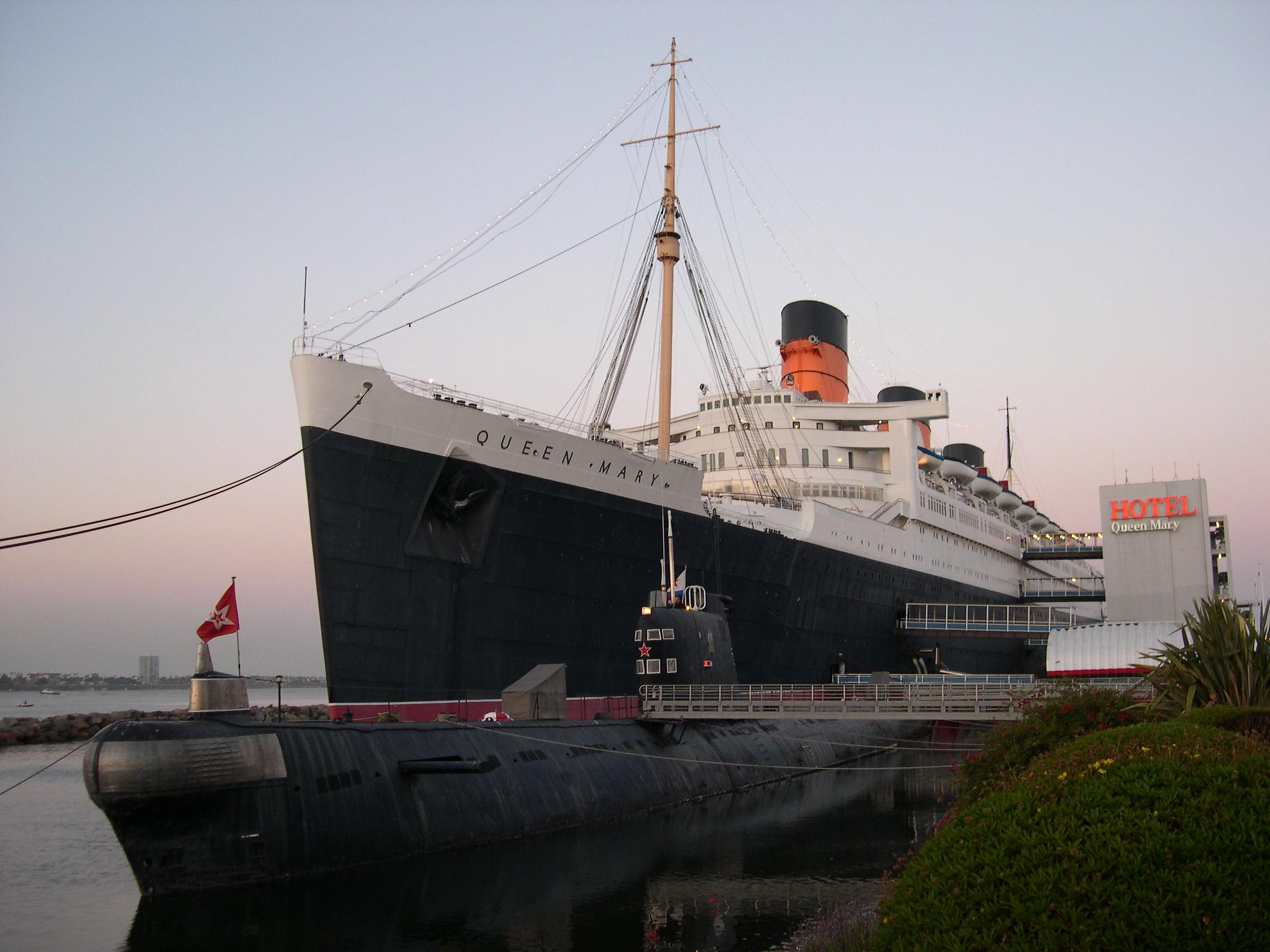
Музей «Куин Мэри»

В течение двадцати лет после окончания Второй мировой войны лайнер исправно продолжал обслуживать трансатлантическую линию. Но конкурировать с авиакомпаниями становилось всё труднее, и ставшее со временем нерентабельным судно пришлось вывести из эксплуатации. «Куин Мэри» за 31 год плавания прошла 3 млн 750 тыс. миль и перевезла более 2 млн 115 тыс. платных пассажиров.
Вместе с «Куин Элизабет», «Куин Мэри» являлась лидером в области пассажирских перевозок, но после появления в конце 1950-х годов реактивных самолётов судно стало нерентабельным. У «Куин Мэри» был большой расход топлива, низкая осадка, из-за которой нельзя было заходить в порты, находящиеся на островах, и большая ширина, которая делала невозможным проход лайнера через Панамский канал.
24 июля 1967 года трансатлантическая пароходная компания «Кунард Лайн» объявила о продаже лайнера США за 3 млн 450 тыс. долларов (1,5 млн фунтов стерлингов). 31 октября 1967 года «Куин Мэри» с 1040 американскими пассажирами на борту под командованием капитана Джона Трэшура отправился в свой последний рейс из английского порта Саутгемптон. Но чтобы перебраться в свой последний порт приписки Лонг-Бич (Калифорния), «Куин Мэри» пришлось огибать Южную Америку и мыс Горн, так как ширина лайнера на целый метр превышала ширину Панамского канала. Судно посетило Рио-де-Жанейро (Бразилия), Вальпараисо (Чили), Кальяо (Перу) и Акапулько (Мексика).
9 декабря 1967 года океанский пассажирский лайнер «Куин Мэри», завершив последний рейс, вошёл в бухту калифорнийского города Лонг-Бич. В апреле 1968 года лайнер поставили в сухой док, чтобы очистить от многолетнего слоя водорослей и перекрасить. Затем вернули на достроечную пристань для демонтажа оборудования, занимавшего значительное место в машинном отделении, включая пять бойлеров-котлов, два турбогенератора и опреснитель морской воды, оставив для обозрения туристов лишь привод гребного вала. Была установлена новая система кондиционирования, проведена замена всей системы канализации, модернизированы пожарная, электронная, телефонная связь. Корпус защитили специальной катодной противокоррозийной системой. На переоборудование лайнера затратили 20 млн долларов, ещё 10 млн ушли на строительство подъездных путей к пристани и автостоянок. Город нанял поваров и официантов для нового ресторана, гостиничную прислугу, продавцов магазинов, а также работников для Морского музея. «Куин Мэри» сумела сохранить своё великолепие и королевскую гордость. 85 тыс. квадратных футов площади отведено для проведения презентаций, собраний и съездов, 50 тыс. — для шоу и выставок. На борту имеются 16 салонов с возможностью разместить до 2000 человек одновременно и гостиница на 365 мест. Для желающих вступить в брак на лайнере имеется свадебная часовня и церковь. Свободный доступ обеспечен на любую из палуб.

## Queen Mary в кинематографе
- «Додсворт» 1936 года.
- «Пуаро Агаты Кристи»: «Ограбление в миллион долларов / The million dollar bond robbery»
- «Пёрл-Харбор»
- «Талантливый мистер Рипли»
- «Квантовый скачок (телесериал)» 2-21 эпизод: Sea Bride — «Морская свадьба».
- «Спасите «Титаник»». Сыграл роль «Титаника» в большинстве сцен.
- «Титаник 2». Сыграл роль «Титаника II» благодаря схожей внешности.
- «Побег из Шоушенка». Изображён на коробке в конце фильма.
- «Гонщик» 1994 года.
- Приключение «Посейдона» 1972 года.
- Ожидание «Голиафа» («Ожидание Голиафа») 1981 года, бассейн внутри корабля, парадные лестницы в холлах, каюты, сам вымышленный лайнер «Голиаф» силуэтно напоминает «Куин Мэри»[2], но линия надстройки и профиль труб отличается.
- Побег из Лос-Анджелеса 1996 года
- Война фойла
- Корабль призраков 2023 года